# Chiesa di San Michele Arcangelo (Salerno)
La chiesa di San Michele Arcangelo è un luogo di culto cattolico di Salerno, situato nel rione Mutilati del centro storico, vicino all'omonimo convento.

## Storia
Le prime notizie del monastero di San Michele e Santo Stefano risalgono al 1039, quando ne fu badessa Sichelgaita. La chiesa attuale è frutto di una ricostruzione del Seicento. Nel 1619 il convento passò dalle monache benedettine alle clarisse e fu quindi soppresso nel 1866, mentre la chiesa venne affidata al clero secolare.
Dopo un intervento di restauro, l'edificio è stato riaperto al culto nel 2010.

## Descrizione
La chiesa ha un atrio quadrangolare con arco a tutto sesto, con facciata seicentesca a tre ordini di lesene e finestroni sovrastanti le trabeazioni. 
L'interno è caratterizzato dalla decorazione in stucco barocca e si presenta con un'unica navata coperta da volta a botte unghiata, con quattro cappelle. 
In una delle cappelle si conserva un dipinto di Giovan Battista Rossi del 1766, che raffigura San Francesco che detta la regola alle clarisse, sovrastato da un ovale raffigurante San Lorenzo, opera attribuibile alla scuola di Angelo Solimena. L'altar maggiore marmoreo settecentesco, il cui paliotto reca lo stemma francescano, è sovrastato da una grande tela con la Pentecoste, inserita in una cornice dorata barocca, opera di Michele Ricciardi databile intorno al 1748.
Sulla controfacciata si trova un coro chiuso da una grata di legno, che permetteva alle clarisse di assistere alle celebrazioni.